# ثمدة (المفلحي)

تعديل مصدري - تعديل

ثمدة هي إحدى قرى عزلة المفلحي بمديرية المفلحي التابعة لمحافظة لحج، بلغ تعداد سكانها 157 نسمة حسب تعداد اليمن لعام 2004.